# Fifi und die Blumenkinder

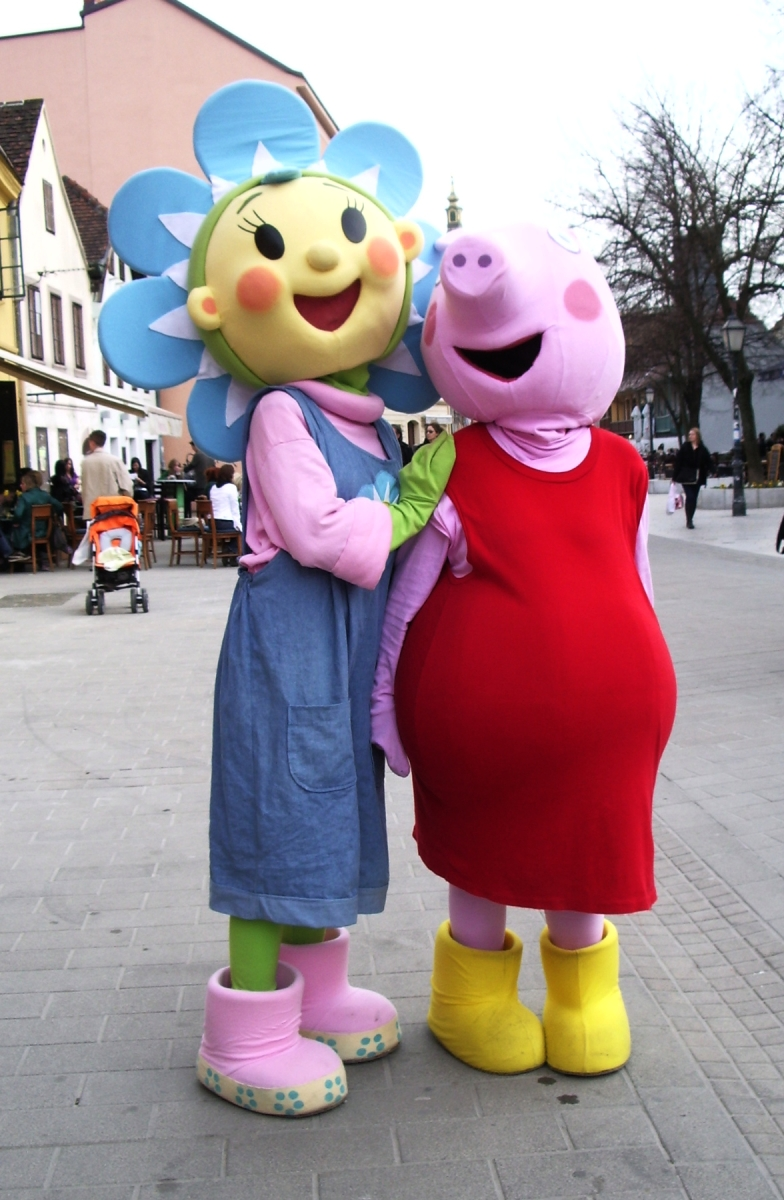
Fifi (links) mit Peppa Wutz (rechts)

Fifi und die Blumenkinder (Originaltitel: Fifi and the Flowertots) ist eine britische Stop-Motion-Animationsserie als Vorschulerziehungsprogramm, die von Cosgrove Hall Films, Chapman Entertainment und HiT Entertainment PLC von 2005 bis 2009 produziert wurde.

## Handlung
Die Fernsehserie erzählt die Abenteuer der Gärtnerin Fifi Vergissmeinnich (Fifi Forget-Me-Not) und ihrer Freunde, die ein einfaches gesundes und glückliches Leben führen. Fifi ist eine Vergissmeinnichtpflanze und wohnt in einem Haus in Form einer Gießkanne. Ihre Freunde sind die Blumenkinder. Mit ihnen bastelt, kocht und backt sie. Dafür holt sie sich Zutaten aus ihrem Biogarten. Wenn Fifi zerstreut ist und etwas vergessen hat, fragt sie ihre kleinen Fernsehzuschauer um Rat und bittet sie um Unterstützung.

## Produktion und Synchronisation
Die Serie wurde konzipiert von  Keith Chapman, der vorher schon Bob der Baumeister entwickelt hatte.
Die Serie wurde außer ins Deutsche (nur die 1. Staffel mit 52 ausgestrahlte Episoden) auch noch in andere europäische Sprachen wie Italienisch (Fifi e i bimbi fioriti) und Französisch (Fifi et ses floramis) synchronisiert.

## Figuren und Originalsprecher
- Fifi Vergissmeinnicht (Fifi Forget-me-not, von Jane Horrocks in Großbritannien und Tara Strong in den USA gesprochen) ist die Hauptfigur der Serie. Sie sagt zu Beginn jeder Folge Hallo und am Ende verabschiedet sie sich und verspricht, bald wiederzukommen, manchmal, jederzeit, ein anderes Mal, einen anderen Tag oder vielleicht das nächste Mal. Wenn sie vergisst, was zu tun ist, sagt sie: „Fiddly Flowerpetals!“, bevor sie das Problem beschreibt, damit das Publikum es erraten kann. Als sie sich erinnert, sagt eine andere Figur: „Fifi, vergiss mich nicht!“ („Fifi, forget me not!“). Manchmal ist ihr Schlagwort, wenn sie vergisst, was zu tun ist, „Butterblumen und Gänseblümchen!“ Und wenn etwas nicht stimmt, sagt sie: „Firlefanz!“ („Diggly Dandelions!“). Sie kocht gerne und zieht Pflanzen. Fifi lebt in einem Gießkannenhaus.
- Tante Tulpe (Aunt Tulipe, von Tim Whitnall in Großbritannien und Karen Prell in den USA synchronisiert) ist Fifis Tante. Sie mag Teepartys und plaudert mit den Blumenkindern. Sie lebt in einem Haus in Form einer Ananas wie SpongeBob und hat ein Haustier, eine Raupe namens Schmuddly (Grubby). Sie ist sehr klein und geht oft verloren. Ihr Schlagwort ist „Süßkartoffeln!“
- Butterblume (Buttercup, von Joanna Ruiz in Großbritannien und den USA synchronisiert) ist eine Butterblume. Sie lebt mit ihrer Zwillingsschwester Daisy in einem Milcheimerhaus und hat eine Maus namens Kornblume (Cornflower) wegen ihrer schönen blauen Farbe.
- Gänseblümchen (Daisy, von Janet James in Großbritannien und den USA gesprochen) ist ein Gänseblümchen. Im Gegensatz ihrer Zwillingsschwester Buttercup ist sie ein schüchternes und verträumtes Blumenkind. Sie ist ein bisschen ungeschickt. Sie liebt ihr Entchen Diddyduck.
- Mohnchen, (Poppy in Großbritannien, Poppady in den USA, von Maria Darling in Großbritannien und Alice Dinnean in den USA gesprochen) ist eine Mohnblume, die Fifis Freundin ist. Sie hat einen Marktstand, an dem sie alles verkauft, das die Blumenkinder für jede Folge brauchen und lebt in einem Kürbis-Haus.
- Primelchen (Primrose, von Jane Horrocks in Großbritannien und Zelda Williams in den USA synchronisiert) ist Fifis Freundin. Sie ist einfach gestrickt und mag es nicht, unordentlich zu sein. Sie will immer großartig aussehen. Sie regt sich auf, wenn etwas schiefgeht. Sie entwirft gerne Kleidung für sich selbst und versucht, Fifi einzukleiden. Ihr Schlagwort lautet „Ich habe KEINEN guten Tag!“
- Veilchen (Violet, von Maria Darling in Großbritannien und Nancy Cartwright in den USA geäußert) ist Fifis Freundin. Sie ist sehr kreativ und liebt das Malen. Veilchen lebt mit Primelchen in einem Kürbishaus.
- Pips (in Großbritannien und USA Pip Gooseberry, von Maria Darling in Großbritannien und BJ Ward in den USA gesprochen) ist der jüngste der Blumenkinder. Er hilft Fifi und Fuzzbuzz gerne im Garten. Manchmal ist er zu laut und wird zu aufgeregt. Fifi passt auf ihn auf, als Stingo und Slugsy ihm einen Streich spielen. Er lebt in den Stachelbeersträuchern auf seinem Spielplatz.
- Summsebrumm (Bumble in England, Fuzzbuzz in den USA, von Marc Silk in Großbritannien und Greg Cipes in den USA synchronisiert) ist eine gutmütige Hummel und Fifis bester Freund. Er besucht sie oft und ist immer bereit, ihr zu Hilfe zu kommen, ist aber nicht gut im Landen und stürzt normalerweise ab. Sein Schlagwort ist „Wiggly Worms!“.
- Stingo (von Tim Whitnall in Großbritannien und Caroll Spinney in den USA gesprochen) ist eine aufbrausende Wespe, die den Blumenkindern Ärger bereitet. Er versucht Lebensmittel wie Kuchen, Heidelbeeren und Schokolade zu stehlen. Stingo lebt in einem roten Apfelhaus. Sein Schlagwort ist „Faule Himbeeren!“.
- Schneck (Slugsy, von Marc Silk in Großbritannien und Martin P. Robinson in den USA synchronisiert) ist eine einfältige Schnecke und Stingos Kumpel. Er ist immer bereit, Stingo zu helfen, ist aber sehr langsam und ruiniert oft versehentlich Stingos Pläne. Er liebt Primelchen, will es aber nicht zugeben. Er wohnt ganz oben in Stingos Haus. Er spricht mit einem Lispeln.
- Flutterby (von Tim Whitnall in Großbritannien und Jerry Nelson in den USA gesprochen) ist ein Schmetterling. Er führt Butterblume (Buttercup) und Gänseblümchen (Daisy) durch den Garten und hat einen Landeplatz in der Nähe des Mädchenhauses.
- Spinny (Webby in  GB und US, von Maria Darling in Großbritannien und Susan Blakeslee in den USA synchronisiert) ist eine Spinne. Sie ist die Älteste und Weiseste im Blumenkindergarten. Die Blumenkinder bitten sie um Rat und Hilfe, aber Stingo und Slugsy gehen ihr aus dem Weg, um ihr Netz nicht zu treffen. So genannt, weil sie in einem Internethaus lebt.
- Mo ist Fifis Rasenmäher, der die Ernte und die Blumenkinder durch den Garten bringt.
- Diggly (von Nick Wilson in Großbritannien und den USA gesprochen) ist ein mürrischer, aber lustiger Regenwurm. Er lebt auf dem Komposthaufen und isst Reste, bevorzugt aber Kürbiskuchen.

## Deutsch synchronisierte Episoden (nur die 1. Staffel, 2006)
| Nr. (ges.) | Nr. (St.) | Deutscher Titel                  | Originaltitel                                            | Erstausstrahlung UK | Deutschsprachige Erstausstrahlung (D) |
| ---------- | --------- | -------------------------------- | -------------------------------------------------------- | ------------------- | ------------------------------------- |
| 1          | 1         | Fifis Talentwettbewerb           | Fifi’s Talent Show                                       | 2005                | 24. Apr. 2006                         |
| 2          | 2         | Die Törtchen-Versöhnung          | Flowertots Fallout                                       | 2005                | 24. Apr. 2006                         |
| 3          | 3         | Summsebrumm hat Schnupfen        | Bumble Catches a Cold (GB)/Fuzzbuzz Catches a Cold (USA) | 4. Mai 2006         | 25. Apr. 2006                         |
| 4          | 4         | Der verschwundene Honigtopf      | Smelly Slugsy                                            | 5. Mai 2006         | 24. Apr. 2006                         |
| 5          | 5         | Summsebrumms neues Haus          | Bumble Gets a Makeover                                   | 6. Mai 2006         | 26. Apr. 2006                         |
| 6          | 6         | Summsebrumm in Gefahr            | Bumble Helps Out                                         | 7. Mai 2006         | 26. Apr. 2006                         |
| 7          | 7         | Gefangen im Spinnennetz          | Stingo Gets Stuck                                        | 10. Mai 2006        | 27. Apr. 2006                         |
| 8          | 8         | Nüsse sind zum Knacken da        | Flowertots Go Nuts                                       | 11. Mai 2006        | 27. Apr. 2006                         |
| 9          | 9         | Das große Wettfliegen            | Bumble’s Big Race                                        | 12. Mai 2006        | 28. Apr. 2006                         |
| 10         | 10        | Die Blaubeer-Überraschung        | Blueberry Surprise                                       | 13. Mai 2006        | 28. Apr. 2006                         |
| 11         | 11        | Das perfekte Bild                | Picture Perfect                                          | 16. Mai 2006        | 2. Mai 2006                           |
| 12         | 12        | Die Blaubeer-Überraschung        | Blueberry Surprise                                       | 17. Mai 2006        | 2. Mai 2006                           |
| 13         | 13        | Ein böser Trick                  | Leave It To Stingo                                       | 18. Mai 2006        | 3. Mai 2006                           |
| 14         | 14        | Fliegende Schokokuchen           | Mud Spies                                                | 19. Mai 2006        | 3. Mai 2006                           |
| 15         | 15        | Auf Schatzsuche                  | Treasure Hunt                                            | 20. Mai 2006        | 4. Mai 2006                           |
| 16         | 16        | Das Sportfest                    | Sports Day                                               | 23. Mai 2006        | 4. Mai 2006                           |
| 17         | 17        | Reingelegt                       | Fee-Fi-Fo-Fum, Fifi                                      | 24. Mai 2006        | 5. Mai 2006                           |
| 18         | 18        | Spaß am Strand                   | Life’s A Beach                                           | 25. Mai 2006        | 5. Mai 2006                           |
| 19         | 19        | Kleine Marktfrauen               | Fifi’s In Charge                                         | 26. Mai 2006        | 8. Mai 2006                           |
| 20         | 20        | Wettkampf am Erbsenbeet          | Hole Lot Of Fun                                          | 27. Mai 2006        | 8. Mai 2006                           |
| 21         | 21        | Das verschwundene Strickzeug     | Knitting Nonsense                                        | 30. Mai 2006        | 9. Mai 2006                           |
| 22         | 22        | Pickel-Pips                      | Spotty Pip                                               | 31. Mai 2006        | 9. Mai 2006                           |
| 23         | 23        | Das große Wünschen               | Don’t Go Changing                                        | 1. Juni 2006        | 10. Mai 2006                          |
| 24         | 24        | Von Betrügern und Bauchschmerzen | The Wasp That Cried Ouch                                 | 2. Juni 2006        | 10. Mai 2006                          |
| 25         | 25        | Parfüm für Primelchen            | Primrose’s Perfume Pong                                  | 3. Juni 2006        | 11. Mai 2006                          |
| 26         | 26        | Die Schoko-Wespe                 | Chocolate Surprise                                       | 6. Juni 2006        | 11. Mai 2006                          |
| 27         | 27        | Disco-Fieber                     | Pip Learns To Dance                                      | 7. Juni 2006        | 12. Mai 2006                          |
| 28         | 28        | Schaum im Bauch                  | Fizzy Business                                           | 8. Juni 2006        | 12. Mai 2006                          |
| 29         | 29        | Die Ballkönigin                  | The Belle Of The Ball                                    | 9. Juni 2006        | 15. Mai 2006                          |
| 30         | 30        | Flugstunde                       | Flying Lessons                                           | 10. Juni 2006       | 15. Mai 2006                          |
| 31         | 31        | Fifis Rohkost-Tag                | Fifi’s Big Crunch Day                                    | 13. Juni 2006       | 16. Mai 2006                          |
| 32         | 32        | Fifis Vogelscheuche              | Fifi’s Scarecrow                                         | 14. Juni 2006       | 16. Mai 2006                          |
| 33         | 33        | Die Suppe des Tages              | Soup Of The Day                                          | 15. Juni 2006       | 17. Mai 2006                          |
| 34         | 34        | Firlefanz-Fifi                   | Fiddlesticks Fifi                                        | 16. Juni 2006       | 17. Mai 2006                          |
| 35         | 35        | Der Gartenwettbewerb             | Fifi’s Good Turn                                         | 17. Juni 2006       | 18. Mai 2006                          |
| 36         | 36        | Vergiss mein nicht!              | Fancy Free Fifi                                          | 20. Juni 2006       | 18. Mai 2006                          |
| 37         | 37        | Fifi hat Urlaub                  | Fancy Free Fifi                                          | 21. Juni 2006       | 19. Mai 2006                          |
| 38         | 38        | Stingos neuer Streich            | Stingo’s Shopping Spree                                  | 22. Juni 2006       | 19. Mai 2006                          |
| 39         | 39        | Der große Tortenraub             | Fifi Follows The Clues                                   | 23. Juni 2006       | 22. Mai 2006                          |
| 40         | 40        | Ein traumhaftes Konzert          | Big Band Night                                           | 24. Juni 2006       | 22. Mai 2006                          |
| 41         | 41        | Ein traumhaftes Konzert          | Big Band Night                                           | 27. Juni 2006       | 23. Mai 2006                          |
| 42         | 42        | Jahrmarkt-Freuden                | Fun At The Fair                                          | 28. Juni 2006       | 23. Mai 2006                          |
| 43         | 43        | Fifi als Babysitter              | Flowertot Babysitter                                     | 29. Juni 2006       | 24. Mai 2006                          |
| 44         | 44        | Zauberhafte Klänge               | Singalong Song                                           | 30. Juni 2006       | 24. Mai 2006                          |
| 45         | 45        | Pips, der Gärtner                | Pip The Gardener                                         | 1. Juli 2006        | 25. Mai 2006                          |
| 46         | 46        | Schnecks Rettung                 | Slugsy’s Rescue                                          | 4. Juli 2006        | 25. Mai 2006                          |
| 47         | 47        | Milchshake                       | Milkshake                                                | 5. Juli 2006        | 26. Mai 2006                          |
| 48         | 48        | Ein Himmel voller Farben         | Flowertot Rainbow                                        | 6. Juli 2006        | 26. Mai 2006                          |
| 49         | 49        | Ein frostiger Morgen             | Frosty Morning                                           | 7. Juli 2006        | 29. Mai 2006                          |
| 50         | 50        | Mohnies Ferientag                | Poppy’s Day Off (GB)/Poppady's Day Off (US)              | 8. Juli 2006        | 29. Mai 2006                          |
| 51         | 51        | Schuss und Tor!                  | Can We Have Our Ball Back                                | 11. Juli 2006       | 30. Mai 2006                          |
| 52         | 52        | Ein Armband für die Freundin     | Violet’s Big Bracelet                                    | 12. Juli 2006       | 30. Mai 2006                          |

## 2. Staffel (Originalausstrahlung: 2007)
| Nr. (ges.) | Nr. (St.) | Deutscher Titel | Originaltitel                                                          | Erstausstrahlung UK | Deutschsprachige Erstausstrahlung (D) |
| ---------- | --------- | --------------- | ---------------------------------------------------------------------- | ------------------- | ------------------------------------- |
| 53         | 1         | ----            | Compost Chaos                                                          | 1. Mai 2007         | ----                                  |
| 54         | 2         | ----            | Bumble's Afraid of the Dark (GB)/Fuzzbuzz's Afraid of the Dark (UDA)   | 2. Mai 2007         | ----                                  |
| 55         | 3         | ----            | Count on Fifi                                                          | 3. Mai 2007         | ----                                  |
| 56         | 4         | ----            | Poppy The Line Dancing Queen (GB)/ Poppady The Line Dancing Queen(USA) | 4. Mai 2007         | ----                                  |
| 57         | 5         | ----            | King Stingo                                                            | 5. Mai 2007         | ----                                  |
| 58         | 6         | ----            | Hide and Seek                                                          | 8. Mai 2007         | ----                                  |
| 59         | 7         | ----            | My Friend Fifi                                                         | 9. Mai 2007         | ----                                  |
| 60         | 8         | ----            | Diggly's Big Adventure                                                 | 10. Mai 2007        | ----                                  |
| 61         | 9         | ----            | Pip's Playground                                                       | 11. Mai 2007        | ----                                  |
| 62         | 10        | ----            | Mud Sculptures                                                         | 12. Mai 2007        | ----                                  |
| 63         | 11        | ----            | Stingo's Naughty Day                                                   | 15. Mai 2007        | ----                                  |
| 64         | 12        | ----            | Shrinking Pip                                                          | 16. Mai 2007        | ----                                  |
| 65         | 13        | ----            | Bumble's Special Lunch" (GB)/ Fuzzbuzz's Special Lunch (USA)           | 17. Mai 2007        | ----                                  |
| 66         | 14        | ----            | Fifi Miss Me Not                                                       | 18. Mai 2007        | ----                                  |
| 66         | 14        | ----            | Fifi Miss Me Not                                                       | 18. Mai 2007        | ----                                  |
| 67         | 15        | ----            | Pirate Primrose                                                        | 19. Mai 2007        | ----                                  |
| 68         | 16        | ----            | Primrose Loses It                                                      | 22. Mai 2007        | ----                                  |
| 69         | 17        | ----            | Doctor Webby                                                           | 23. Mai 2007        | ----                                  |
| 69         | 17        | ----            | Doctor Webby                                                           | 23. Mai 2007        | ----                                  |
| 70         | 18        | ----            | Make Room For Fifi                                                     | 24. Mai 2007        | ----                                  |
| 71         | 19        | ----            | Slugsy's Song                                                          | 25. Mai 2007        | ----                                  |
| 72         | 20        | ----            | Stingo's Bridge                                                        | 26. Mai 2007        | ----                                  |
| 73         | 21        | ----            | Violet's Flower Festival                                               | 29. Mai 2007        | ----                                  |
| 74         | 22        | ----            | Pumpkin Pie for Diggly                                                 | 30. Mai 2007        | ----                                  |
| 75         | 23        | ----            | Rockabye Stingo                                                        | 31. Mai 2007        | ----                                  |
| 76         | 24        | ----            | Inspector Stingo                                                       | 1. Juni 2007        | ----                                  |
| 77         | 25        | ----            | Fifi's Busy Day                                                        | 2. Juni 2007        | ----                                  |
| 78         | 26        | ----            | Dingaling Poppy (GB) Dingaling Poppady (USA)                           | 3. Juni 2007        | ----                                  |
| 78         | 26        | ----            | Dingaling Poppy (GB) Dingaling Poppady (USA)                           | 3. Juni 2007        | ----                                  |
| 79         | 27        | ----            | Fifi's Film Show                                                       | 6. Juni 2007        | ----                                  |
| 80         | 28        | ----            | Pip and the Genie                                                      | 7. Juni 2007        | ----                                  |
| 81         | 29        | ----            | Runaway Mo                                                             | 8. Juni 2007        | ----                                  |
| 82         | 30        | ----            | Stingo's Enormous Carrot                                               | 9. Juni 2007        | ----                                  |
| 83         | 31        | ----            | Fifi's Pancake Fun                                                     | 12. Juni 2007       | ----                                  |
| 84         | 32        | ----            | Pip's Pony                                                             | 13. Juni 2007       | ----                                  |
| 85         | 33        | ----            | Aunt Tulip's Carnival                                                  | 14. Juni 2007       | ----                                  |
| 86         | 34        | ----            | Storm                                                                  | 15. Juni 2007       | ----                                  |
| 87         | 35        | ----            | Just One Hornetto                                                      | 16. Juni 2007       | ----                                  |
| 88         | 36        | ----            | Wasps                                                                  | 19. Juni 2007       | ----                                  |
| 89         | 37        | ----            | Slugsy Won't Slide                                                     | 20. Juni 2007       | ----                                  |
| 90         | 38        | ----            | The Flowertot Taxi                                                     | 21. Juni 2007       | ----                                  |
| 91         | 39        | ----            | Fifi's Happy Day                                                       | 22. Juni 2007       | ----                                  |
| 92         | 40        | ----            | Fly High Primrose                                                      | 23. Juni 2007       | ----                                  |
| 93         | 41        | ----            | Lovelorn Slugsy                                                        | 26. Juni 2007       | ----                                  |
| 94         | 42        | ----            | Fifi's Snowy Fun                                                       | 27. Juni 2007       | ----                                  |
| 95         | 43        | ----            | Mystery in Flowertot Garden                                            | 28. Juni 2007       | ----                                  |
| 96         | 44        | ----            | Stingo Cleans Up                                                       | 29. Juni 2007       | ----                                  |
| 97         | 45        | ----            | My Fair Bumble (GB) /My Fair Fuzzbuzz (USA)                            | 30. Juni 2007       | ----                                  |
| 98         | 46        | ----            | Poppy's Great Race(GB)/ Poppady's Great Race(USA)                      | 3. Juli 2007        | ----                                  |
| 99         | 47        | ----            | Poppy's Great Race(GB)/ Poppady's Great Race(USA)                      | 4. Juli 2007        | ----                                  |
| 100        | 48        | ----            | Big Blueberry Hunt                                                     | 5. Juli 2007        | ----                                  |
| 101        | 49        | ----            | Pip and the Wizard                                                     | 6. Juli 2007        | ----                                  |
| 102        | 50        | ----            | Snowtime for Pip                                                       | 7. Juli 2007        | ----                                  |
| 103        | 51        | ----            | Grubby Ahoy                                                            | 10. Juli 2007       | ----                                  |
| 104        | 52        | ----            | Stingo Has Visitors                                                    | 11. Juli 2007       | ----                                  |

## 3. Staffel (Originalausstrahlung: 2009)
| Nr. (ges.) | Nr. (St.) | Deutscher Titel | Originaltitel          | Erstausstrahlung UK | Deutschsprachige Erstausstrahlung (D) |
| ---------- | --------- | --------------- | ---------------------- | ------------------- | ------------------------------------- |
| 105        | 1         | ----            | Flowertot Fairies      | 2009                | ----                                  |
| 106        | 2         | ----            | Shadows                | 2009                | ----                                  |
| 107        | 3         | ----            | Dandelions             | 2009                | ----                                  |
| 108        | 4         | ----            | Bumble's Magic         | 2009                | ----                                  |
| 109        | 5         | ----            | Naughty Twins          | 2009                | ----                                  |
| 110        | 6         | ----            | Hide and Squeak        | 2009                | ----                                  |
| 111        | 7         | ----            | Buttercup Bad Wolf     | 2009                | ----                                  |
| 112        | 8         | ----            | When the Sky Cried     | 2009                | ----                                  |
| 113        | 9         | ----            | Violet's Song          | 2009                | ----                                  |
| 114        | 10        | ----            | Poppy's Ice-Cream Show | 2009                | ----                                  |
| 115        | 11        | ----            | Painting Practice      | 2009                | ----                                  |
| 116        | 12        | ----            | Twinkle, Twinkle       | 2009                | ----                                  |

## Rezeption
„Larisa Wiseman von commonsensemedia.org schrieb: Eltern müssen wissen, dass diese Zeichentrickserie aus Großbritannien süß und farbenfroh ist und keine fragwürdigen Inhalte enthält. Ob es die Aufmerksamkeit Ihres Vorschulkindes erregt oder nicht, hängt vom Alter und der Reife Ihres Kindes ab: Die Stop-Motion-Animation ist unterdurchschnittlich und verleiht den Charakteren sehr steife Gesichtsausdrücke, sodass einige Kinder sie möglicherweise nicht besonders ansprechend oder liebenswert finden.“

## Konsolenspiele
Für Nintendo DS erschien zwei englischsprachige Spiele zur Serie: Fifi and the Flowertots (2009) und Fifi and the Flowertots: Fifi's Garden Party (2011).